# Хетерозис
Хетерозис је својство да потомци имају већи квалитет гена од својих родитеља. Осим каквоће гена, промене у односу на родитеље могу се односити и на висину, плодност или неко друго фенотипско обележје.
Због униформности књижења у првој фертилној генерацији (Ф1) јединке поседују родитељска својства, но у следећим генерацијама то се може измиенити захваљујући самом полном размножавању које разноликост омогућује због:
- независних усмерења и разилажења хомолога (хомологних кромосома)

- случајне оплодње (64 мегамилијуна могућности)

- самог кросинг-овера

Хетерозис не представља облик мутације.